# Corona 113
Corona 113 – amerykański wojskowy satelita rozpoznawczy przeznaczony do wykonywania zdjęć powierzchni Ziemi. Trzydziesty siódmy statek serii KeyHole-4A tajnego programu CORONA. Kapsuły powrotne odzyskano w locie nad Pacyfikiem 12 listopada (1037-1) i 20 listopada (1037-2) 1966 roku. Była to druga misja testująca nowe kamery szerokokątne (Pan Geometry flight (PG-2)), a także pierwsza gdzie zastosowano nowy system korekcji orbity, składający się z trzech silników rakietowych na stały materiał pędny służących do zmiany orbity na wyższą.

## Opis i działanie

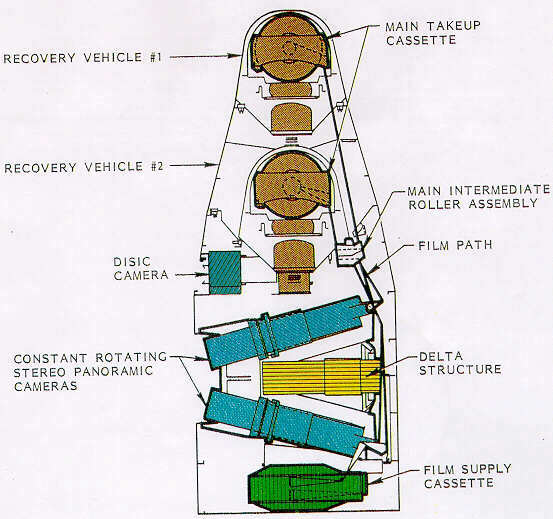
Przekrój pokazujący budowę satelity KH-4A

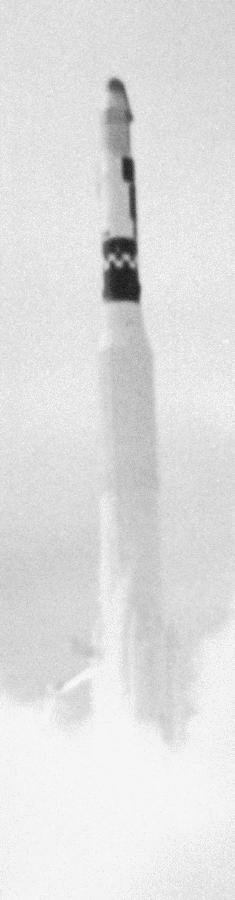
Start rakiety Thorad SLV2G Agena D z satelitą Corona 113, 8 listopada 1966 roku

Głównym komponentem satelity były dwie szerokokątne kamery wyprodukowane przez Itek Corporation, z obiektywem o ogniskowej 610 mm, ze średnicą soczewek 180 mm. Kamery obsługiwały czarno-białą błonę fotograficzną o szerokości 70 mm wyprodukowaną przez firmę Eastman Kodak. Uzyskiwana rozdzielczość zdjęć dochodziła do 170 linii na 1 milimetr filmu. Film po naświetleniu był przesuwany za pomocą zestawu rolek do odpowiedniej kapsuły. Na początku misji naświetlony film był przekazywany do kapsuły nr 1, która następnie oddzielała się od satelity, lądowała na spadochronie w rejonie Pacyfiku i była przechwytywana podczas opadania przez specjalnie do tego przystosowany samolot. Następnie cykl powtarzano w odniesieniu do kapsuły nr 2 .
Stabilizację satelity zapewniał system składający się z dodatkowej kamery i silników korekcyjnych. Kamera ta skierowana na wybrane gwiazdy, gwarantowała, że główne kamery szerokokątne są skierowane w kierunku Ziemi. W przypadku wykrycia tendencji do utraty kontaktu z gwiazdami, uruchamiane były silniczki korekcyjne . Satelita został wyposażony w trzy dodatkowe silniki na paliwo stałe, które mogły być użyte do podniesienia orbity. Była to druga misja satelitów z serii KH-4A, gdzie zastosowano modernizację kamery szerokokątnej, określanej jako panoramic geometry (PG). 

## Misja
Misja rozpoczęła się 8 listopada 1966 roku, kiedy rakieta Thorad SLV-2G Agena D wyniosła z kosmodromu Vandenberg na niską orbitę okołoziemską 37. satelitę z serii KH-4A. Po znalezieniu się na orbicie KH-4A 1037 otrzymał oznaczenie COSPAR 1966-102A. Śledzeniem i sterowaniem satelitą zajmował się naziemny ośrodek Satellite Test Center w Sunnyvale. Satelita poruszał się na rzadko spotykanej orbicie z ruchem wstecznym (retrograde orbit) .
14 listopada, podczas wykonywania 86 okrążenia Ziemi, na satelicie odpalono jeden z trzech silników na paliwo stałe, nowego systemu służącego do podnoszenia orbity, w wyniku czego perygeum zwiększyło się z 91 Mm na 98 Mm. 15 listopada satelita sfotografował Manhattan . Z powodu dobrych warunków pogodowych i niewielkiego zachmurzenia, jakość zdjęć wykonywanych podczas misji uznano za dobrą.
Kapsuła 1037-1 lądowała na Pacyfiku 12 listopada, 1037-2 lądowała 20 listopada 1966 roku.
Satelita spłonął w atmosferze 29 listopada 1966 roku .